# Edward H. Deavitt

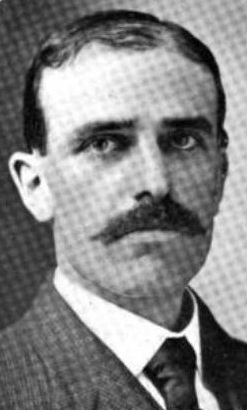
Edward H. Deavitt, Juni 1906

Edward Harrington Deavitt (* 1. Dezember 1871 in Moretown, Vermont; † 2. Oktober 1946 in Montpelier, Vermont) war ein US-amerikanischer Anwalt, Geschäftsmann und Politiker, der Sprecher des Repräsentantenhauses von Vermont und von 1906 bis 1915 State Treasurer von Vermont war.

## Leben
Edward Harrington Deavitt wurde in Moretown, Vermont, als Sohn von Thomas Jefferson Deavitt und Carrie E. Harrington Deavitt geboren. Er wuchs in Montpelier auf, machte seinen Abschluss 1893 an der University of Vermont und besuchte 1896 die Harvard Law School. Er arbeitete zunächst als Anwalt in Boston, später in Montpelier.
Neben seiner Arbeit als Anwalt war Deavitt als Geschäftsmann tätig. Er war im Board of Directors mehrerer Banken und öffentlicher Versorgungsunternehmen und im Vorstand eines Granitwerks in Montpelier.
Als Mitglied der Republikanischen Partei war Deavitt Mitglied des Staatsausschusses, der für die Prüfungen zur Zulassung zum Anwalt zuständig war, sowie als Referent für Konkursfälle tätig. 1906 gewann Deavitt die Wahl zum State Treasurer. Dieses Amt hatte er bis 1915 inne.
Mitte der 1920er Jahre war Deavitt einer der Berater von Gouverneur Franklin S. Billings, danach wurde er Staatskommissar für Finanzen.
Deavitt war von 1923 bis 1926 Mitglied des City Councils von Montpelier und Bürgermeister von Montpelier von 1926 bis 1930.
Im Jahr 1928 verlor Deavitt die republikanische Vorwahl um das Amt des Gouverneurs von Vermont. Der erfolgreiche Amtsinhaber John E. Weeks argumentierte, dass die Mountain Rule, die seine Amtszeit auf zwei Jahre begrenzt hätte, nicht greifen könne, da er der beste Kandidat wäre, um den Aufbau von Vermonts nach der großen Flut voranzubringen. Politische Beobachter bewerteten Deavitts Herausforderung gegenüber Weeks als halbherzigen Versuch, die Mountain Rule aufrechtzuerhalten.
Deavitt wurde im Jahr 1930 in das Repräsentantenhaus von Vermont gewählt. Er wurde zudem zum Sprecher des Repräsentantenhauses gewählt und war von 1931 bis 1933 Abgeordneter. Nach dem Ende seiner Amtszeit kehrte er zurück zu seinen Tätigkeiten als Geschäftsmann und wurde Präsident der Green Mountain Mutual Fire Insurance Company.
Edward Deavitt heiratete am 25. Dezember 1902 Mary Tromblee. Er starb am 2. Oktober 1946 in Montpelier.